# 山にのぼる機関車
『山にのぼる機関車（汽車のえほん19）』（やまにのぼるきかんしゃ きしゃのえほん19）（原題Mountain Engines）は、低学年の児童向け絵本シリーズ「汽車のえほん」の第19巻である。なお当巻に登場する「カルディー・フェル登山鉄道」は舞台・キャラクターとも独立性が高い為、併せて解説する。

## 概要
1964年にイギリスで発行されたウィルバート・オードリー牧師執筆による汽車のえほんシリーズの第19巻。4話の短編作品を収録。挿絵はガンバー＆ピーター・エドワーズが担当。ポプラ社から1980年9月に日本語訳が出版されていたが、2004年頃絶版。2010年12月にミニ新装版が発売された。

## 成立の過程
1945年から、ほぼ毎年に1巻ずつ続巻してきた本シリーズの第19巻。当時オードリー牧師が熱心に活動していた保存鉄道の援助の一つで、スノードン登山鉄道の援助活動の一部として執筆された。同鉄道をモデルとしたカルディー登山鉄道の機関車たちとそれにまつわるエピソードを描いた内容となっている。
テレビシリーズ『きかんしゃトーマス』では、本作のエピソードやキャラクターは現在に至るまで映像化されていない。ただし、本作に登場するカルディー・フェル山は高山鉄道の沿線としてテレビシリーズにも登場する。

## 収録作品
- 登山鉄道の機関車 (Mountain Engine)
- カルディーのつくりばなし (Bad Look-Out)
- ロード・ハリーのだっせん (Danger Points)
- 魔の尾根 ("Devil's Back")

## 登場機関車
メインキャラクターA
- ドナルド
- スカーロイ
- サー・ハンデル
- レニアス
- ダンカン
- カルディー

## カルディー・フェル登山鉄道
機関車は全て蒸気機関車で、タンク機8両のみの陣容である。こうしたスイス製の登山鉄道用蒸気機関車は、スノードン登山鉄道に限らず以下の特徴を持ち、通常の機関車とは大分趣を異にする（スイスのブリエンツ・ロートホルン鉄道やリギ鉄道が有名）。

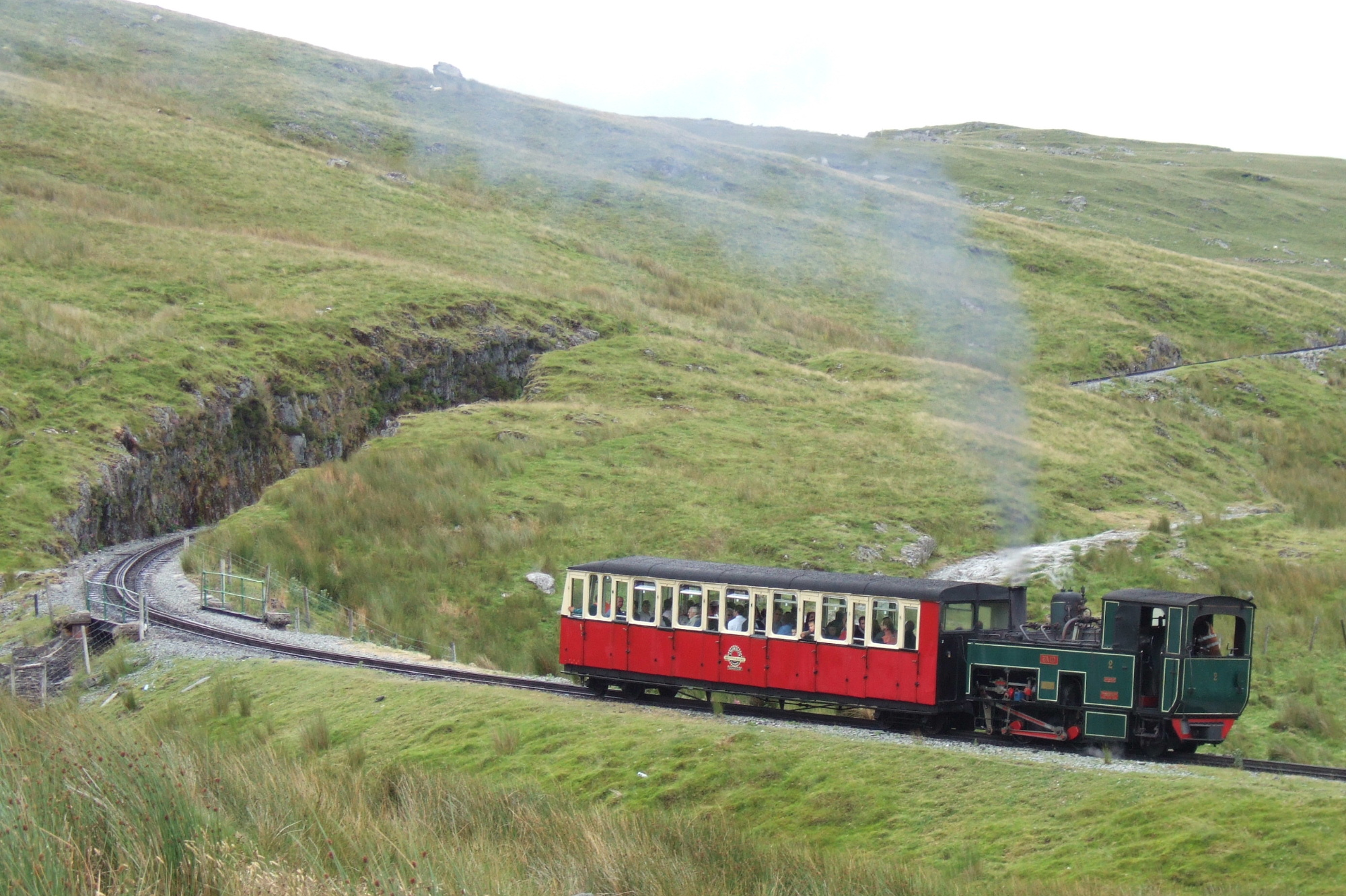

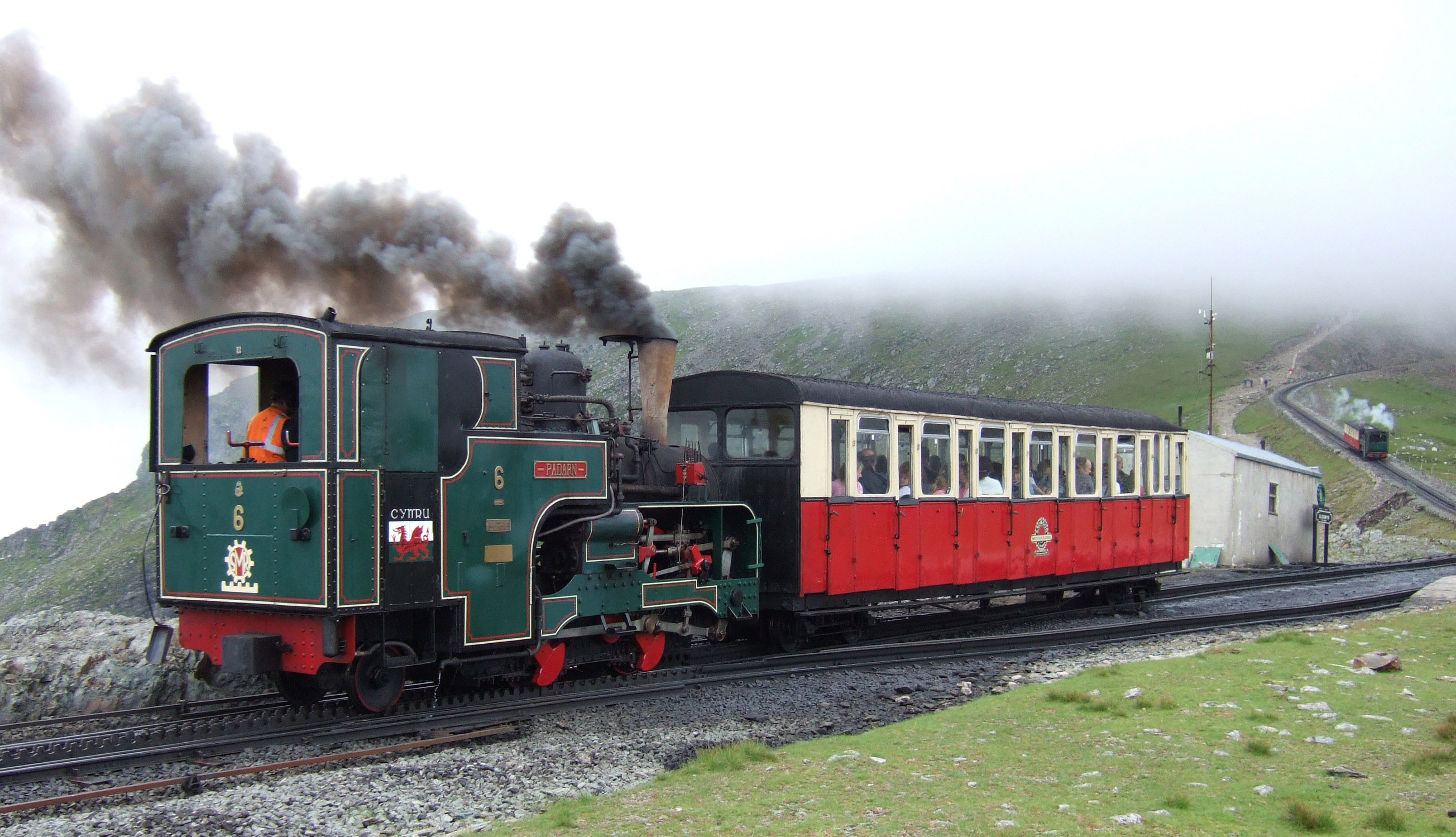
カルディー登山鉄道のモデルとなったスノードン登山鉄道

- ラックレールに対応するピニオン駆動輪を持っている。
- シリンダーが通常の機関車とは逆で、運転室の下にある。
- ボイラーの煙突側が低くなるよう傾けられている。坂道では列車が傾いても、ボイラーが水平になる（これは効率よい蒸気の使用の為）。
- 常に機関車がふもと側、客車が山頂側に連結（厳密には客車の梺側を機関車が押さえている）され、機関車の先頭（ボイラー）も常に山頂側を向く。

といった特徴がある。
顔が機関車の両面にあるのもこれまでとの大きな相違点。塗装はスノードン登山鉄道とは異なり（スノードン登山鉄道は緑）、紫に赤い縁取り。

### 機関車
1.ゴッドレッド（Godred）
カルディーの話の中に登場するカルディー・フェル登山鉄道の機関車。1895年製。
名前はかつて存在したソドー島の国王、ゴッドレッド・マックハロルドの名前に由来。生意気な性格で言う事を聞かず、自動ブレーキ装置が付いていることにうぬぼれ、よそ見運転した為に脱線し転落する事故を起こした。その後修理されること無く他の機関車の部品取りにされ、自然消滅したらしい。
カルディーの「作り話」に登場したため、どこまでが本当なのか、ゴッドレッド自体が実在したのかも不明だが、 原作設定資料集「The Island of Sodor: Its People, History and Railways(日本語未翻訳)」によると、実際に存在していた事が明らかになっている。しかしそれはキャラクターの「死」につながるので、オードリー牧師は子供や若い読者を動揺させないように作中では『作り話』という形になった。いずれにせよ、汽車のえほんシリーズで唯一、明確に死亡したキャラクターである。
- スノードン登山鉄道の「ラダス」をモデルとした実話で、開業して間もない時期にラダスは転落死亡事故を起こし、廃車・解体されている。　

2.アーネスト（Ernest）
カルディーの昔なじみ。1895年製。
カルディーより先にオーバーホールの為にスイスまで帰ったことがある。
帰ってきたカルディーに留守の間、増備された3台の事を話した。
- スノードン登山鉄道の「エニッド」がモデル。

3.ウィルフレッド（Wilfred）
カルディーの昔なじみ。1895年製。
カルディーより先にオーバーホールの為にスイスまで帰ったことがある。ロード・ハリーの事故で最終の下り列車を引いて、ロード・ハリーが線路に戻るまで待たされたことがある。
- スノードン登山鉄道の「ウィドファ」がモデル。アーネストとウィルフレッドは現在引退し、静態保存されている。

4.カルディー（Culdee）
前半2話分の主役。1896年製、開通時の試運転に使用された優秀な機関車で、その後今日まで事故を起こしていない。オーバーホールの為にスイスまで帰ったことがある。
サー・ハンデルとダンカンの喧嘩のときに、作り話をするようにスカーロイにたのまれ、ゴッドレッドの作り話をした（作り話か本当かは、定かではない）。
- 名前の由来は鉄道が敷かれている山の名前で、モデルとなったスノードン登山鉄道でも4号機関車は「スノードン」。

5.シェーン・ドゥーイニー（Shane Dooiney）
カルディーの昔なじみ。1900年製。
前書きに「五号機関車は、まだしゅうりにだされたままです。」と登場するだけで本編では一切登場しない。
カルディー・フェルの近くの山の名前から命名された。
- スノードン登山鉄道の「モール・シャボッド」がモデル。

6.ロード・ハリー（Lord Harry）→  パトリック（Patrick）
後半2話分の主役。1962年製。
カルディーのオーバーホール中に増備された機関車で、これまでの5台に対し過熱装置を搭載するなど一部設計変更されている。
最初はオーナーの名前からロード・ハリーと名付けられたが、無謀運転による事故の責任を負って支配人のリチャーズから名前の剥奪を受け、ただの6号機関車となり貨物輸送に就かされる。
その後は更生し、登山家の救援の功労によりパトリックと再命名された。
- スノードン登山鉄道の「パダーン」がモデル。

7.アラリック（Alaric）
アーネストのオーバーホール中に増備された機関車で、設計変更されたタイプ。1962年製。
無謀運転を繰り返すロード・ハリーと異なり真面目。
- スノードン登山鉄道の「ラルフ」がモデル。
- 名前の由来はスウェーデンの北欧神話に登場する人物であるアルレク王。

8.エリック（Eric）
ウィルフレッドのオーバーホール中に増備された機関車で、設計変更されたタイプ。1962年製。
作中では言及のみで、姿は一切見せない。
- スノードン登山鉄道の「エライリ」がモデル。
- 名前の由来はスウェーデンの北欧神話に登場する人物であるエイリーク王。

### 客車・貨車
客車（Culdee Fell Railway Coaches）
登山鉄道の機関車達が引いている客車。有蓋客車と無蓋客車がある。機関車達は客車を押して走るので前が見えない。代わりに客車が前方を見張っていてくれる。常時連結する客車は屋根付きが一両のみで、パートナーの機関車も決まっている（これはトーマス達やスカーロイ達の鉄道も同じだが）。
登りの時には前述通り機関車が下につく為、前が見えないので、客車が注視する役目を持つ。他客時には屋根なし客車を一両増結する。ゴッドレッド以外の客車の色は窓下がオレンジ、窓上がクリーム色。
一号客車（NO.1 coaches）
ゴッドレッドが引いていた客車。
三号客車（NO.3 coaches）
本書では「客車を付けたウィルフレッドは帰ろうにも帰れません。」と書かれるのみの登場。
六号客車（NO.6 coaches）
ロード・ハリーが押していた客車。やや気弱。
キャサリン（Catherine）
カルディーの客車。カルディーが修理中の間はロード・ハリーが押していた。
カルディーとは夫婦の様な関係。
とても注意深く、危ない運転をするロード・ハリーに相手にされずとも忠告をしていた。
特別貨車（The Mountain Truck）
山の上のホテルに荷物を運ぶ茶色い貨車。前部（山頂側）に人員が乗れる広い車掌室があり、中央に四角い水タンク、後部に無蓋の荷台があるという構造をしている。
満載時の重量は客車たちより重いため風に強く、ロード・ハリーと共に嵐の中遭難者を助けに行ったこともある。
道具の貨車（The Tool Truck）
救助する際に必要な道具を積んだ貨車。主にロード・ハリーを助ける為にカルディーが押した貨車。

### 人間
ハリー・バレイン卿(Lord Harry Barrane)
登山鉄道のオーナー、物語には直接登場しない。
ウォルター・リチャーズ(Walter Richards)
日本語訳ではいつもの「じゅうやく」でなく支配人。実際の運営を司る。ガッチリとした体格でカーキ色のコートをきて帽子をかぶり、髭を生やす姿はスコットランド・ヤードの刑事のようである。
大変厳しい性格で、ミスをした機関車には名前を取り上げる罰を与えた。
パトリック（Patrick）
登山者。遭難したがロード・ハリー（この時彼は名前を剥奪されていた）の活躍によって救われ、彼の名前にちなんで6号機関車はパトリックと再命名されることになった。